# André Ambroise
André Ambroise (Beauvais, 26 aprile 1913 – Harly, 27 settembre 1974) è stato un cestista francese.

## Carriera
Con la Francia ha disputato i Campionati europei del 1939.